# Cozadanus serratus
Cozadanus serratus är en insektsart som beskrevs av Delong och Harlan 1968. Cozadanus serratus ingår i släktet Cozadanus och familjen dvärgstritar. Inga underarter finns listade i Catalogue of Life.